# Estoril (Fortaleza)
O Estoril é uma edificação sede da Secretaria Municipal de Turismo de Fortaleza (SETFOR), localizada entre as ruas do Tabajaras e o calçadão da praia de Iracema na cidade de Fortaleza, Ceará.

## Histórico

### Inicio e construção
Ícone da “boemia” da Praia de Iracema, a antiga Vila Morena, ou residência dos Porto, foi construída pelo comerciante pernambucano, descendente de portugueses, José Magalhães Porto, entre 1920 e 1925, e foi a primeira construção de destaque da então Praia do Peixe. O português desafiou os conselhos de amigos, que o alertavam sobre os perigos da praia, com suas ondas fortes. A teimosia fez com que ali instalasse sua moradia. O nome, como era usual à época, foi dedicado à esposa, Francisca Frota Porto, conhecida como ‘Morena’. A residência conservava ao redor um belo jardim onde também eram criadas algumas aves. É dito que foi a primeira moradia com piscina de Fortaleza. Para a edificação da sua ‘Vila Morena’, utilizou a taipa (técnica construtiva vernacular à base de argila (barro) e cascalho. Provavelmente, a taipa de mão, também conhecida como “à galega” em Portugal) e a ergueu sem ajuda de engenheiros. As paredes eram armadas de madeira (varas) com barro e pedaços de tijolos e pedras – tinha portas e janelas com vidros importados, duas escadas “caracol”, “frades de pedra” na frente, calçadas em pedra cristal em preto e branco tendo no centro as iniciais JMP que também eram usadas nos portais, vitrais coloridos com a inscrição “Vila Morena” no alto da torre. Foram empregados materiais nobres, importados da Europa, como as vidraças das portas que vieram da França, as duas escadas de ferro em caracol, fabricadas na Inglaterra e os vasos sanitários e louças oriundas da Alemanha.

### Dos anos 40 ao final do século XX
Serviu de residência para a família Porto até 1942, mas com a chegada da Segunda Guerra Mundial, a família se mudou para a casa ao lado e arrendou a Vila Morena para às tropas americanas, que em 1943, a transformaram em cassino, sob a denominação de U.S.O. – United State Office. Era o clube de veraneio dos soldados. Nesta época, o bairro ganhou visibilidade social como uma fase de glamour para a Praia de Iracema. O clube, de acesso quase exclusivo dos estrangeiros, teve na cidade grande repercussão, e isso devido às suas noitadas patrocinadas pelo governo americano, com danças, jogos e shows de célebres artistas do cinema. São vários os relatos de que esse clube tornou-se um atrativo para as moças, que se dirigiam ao local para namorar os oficiais americanos, ficando conhecidas na cidade como Coca-colas.
A partir de 1948, dois portugueses (João Freire de Almeida e Antônio Português) alugam a casa e abrem um restaurante, com especialidade em pratos portugueses, o Restaurante Estoril (referência a uma freguesia portuguesa do concelho de Cascais). Em 1952, José Alves Arruda, conhecido por Zé Pequeno, assumiu a direção da casa, que passou a receber a boêmia de Fortaleza composta principalmente por intelectuais.
Já na década de 60, o Estoril vira palco de veladas discussões políticas, fato que o tornou alvo de especial atenção para o governo durante o período da Ditadura Militar. Os discursos dos meios de comunicação também reafirmam esta representação descrevendo o Estoril, nos anos 60, como o lugar de “setores intelectualizados da cidade”.
Com a intensificação da especulação imobiliária, no final dos anos 80, o bar e Restaurante Estoril continuava a ser referenciado nos meios de comunicação como ícone da boemia da Praia de Iracema. Em 1986, o prédio recebe normas de proteção, preservação e conservação em documento assinado pela prefeita Maria Luíza Fontenele, após reivindicações da Associação dos Moradores e através do Projeto de Lei de autoria do vereador Samuel Braga.
Apesar dos vários alertas feitos à municipalidade, do perigo que corria a casa que aos poucos se deteriorava nada foi feito, até que o prédio ruiu em 1992, sendo então desapropriado pela Prefeitura Municipal que o comprou da família Porto pelo valor de US$ 250 mil e o tombou como patrimônio cultural em 1993 com objetivo de ser transformado em um Centro Cultural. Porém, em virtude do seu estado, em 1994 a torre e parte da fachada desmoronam em decorrência de uma chuva. Após esse fato, que foi intensamente noticiado pela mídia, a prefeitura assumiu a sua imediata reconstrução, isso ocorre na administração do prefeito Antônio Cambraia. A casa foi reconstruída, no entanto, usando concreto armado e alvenaria, quando a casa original era de taipa. O antigo edifício foi substituído por uma réplica, com algumas modificações na planta original. O prédio, coberto por telha marselha, possui dois pavimentos e uma torre. Passou a ser administrado pela municipalidade, sendo inaugurado em 31 de maio de 1995, como Centro Cultural da Praia de Iracema, com restaurante, bar, sala para exposições e espaço para cursos de arte e cultura.

### Século XXI e dias atuais
Em 2008 passou por nova reforma, que incluiu, entre outros itens, a recuperação de revestimentos de piso, teto e paredes, esquadrias, recuperação da coberta, demolições de acréscimos na edificação original, melhoria das condições de acessibilidade, sendo instaladas rampas, plataforma para acesso à parte superior do prédio, banheiro para pessoas com dificuldade de locomoção e elevador. O equipamento foi restaurado por meio do projeto ‘Nova Praia de Iracema’ na gestão da ex-prefeita Luizianne Lins. Após a conclusão das obras, o Estoril foi novamente aberto para ser o novo carro-chefe do polo gastronômico e cultural da Praia de Iracema.
Em novembro de 2015, a Secretaria Municipal da Cultura de Fortaleza (Secultfor) entrou com pedido de rescisão de contrato com o Bar do Papai, no Estoril. O empresário Carlinhos Papai havia vencido licitação para ocupar o restaurante no equipamento. Desde então, o espaço está sem uma programação fixa de gastronomia e bebida. A notificação foi entregue devido ao descumprimento no pagamento das prestações do aluguel do equipamento.
No dia 12 de maio de 2017 na gestão do então prefeito Roberto Claudio o Estoril passa a ser a nova sede da Secretaria Municipal de Turismo de Fortaleza (SETFOR), deixando de contar com o restaurante, espaço que foi cedido para dar lugar às instalações do órgão público. Anteriormente, a sede da Setfor tinha endereço na Rua Leonardo Mota, bairro Dionísio Torres.